# 石田幹太
石田 幹太（いしだ かんた、1994年5月4日 - ）は、2018年現在トップチャレンジリーグNTTドコモレッドハリケーンズに所属するラグビー選手。

## プロフィール
- 京都府出身[1]。
- ポジションはセンター(CTB)。
- 身長 180cm、体重 88kg
- U20日本代表に選ばれたことがある[2]。

## 略歴
2013年、同志社高校卒業後、同志社大学に入る。
2017年、同志社大学卒業後、NTTドコモレッドハリケーンズに加入。